# Ешленд — Лайнвілл (аеропорт)
Аеропорт Ешленд/Лайнвілл (FAA:1M3) — державний цивільний аеропорт, що розташований за 4 км на південний захід від міста Ашленд-Лайнвілла, штат Алабама, США. Має одну злітну смугу довжиною 1,218 м. 2007 року аеропорт обробив 2863 операцій зліт-посадка.